# Dianne Hayter, Baroness Hayter of Kentish Town

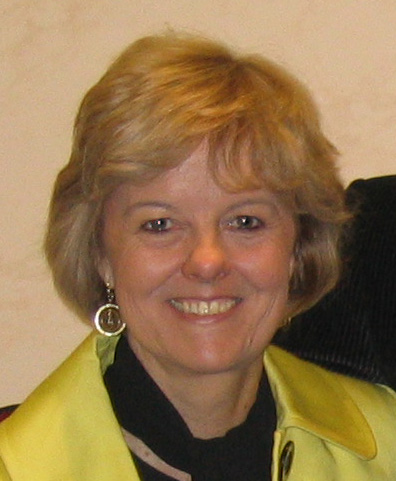
Dianne Hayter, Baroness Hayter of Kentish Town

Dianne Hayter, Baroness Hayter of Kentish Town (* 7. September 1949) ist eine britische Politikerin, die für die Labour Party als Life Peer im House of Lords sitzt. Sie war von 2007 bis 2008 Vorsitzende von Labour.

## Jugend und Ausbildung
Sie ist die Tochter des Offiziers Alec Bristow Hayter und Nancy Evans. Sie studierte am Trevelyan College der University of Durham Social and Public Administration, das sie mit einem BA abschloss. Im Jahr 2004 promovierte sie an der Universität London.

## Labour Party
Von 1976 bis 1982 war sie Generalsekretärin der Fabian Society und von 1990 bis 1996 Fraktionsvorsitzende von Labour im  Europäischen Parlament. Sie schrieb Fabian Tract no. 451—The Labour Party: Crisis and Prospects (September 1977), Fightback—Labour's traditional right in the 1970s and 1980s (2005), and Men Who Made Labour—Celebrating the Centenary of the Parliamentary Labour Party (2006) (gemeinsam mit Lord Haworth).

## Mitarbeit in Organisationen
Sie ist Ausschussmitglied in verschiedenen Organisationen, u. a. dem Financial Reporting Council, bei The Pensions Regulator, dem Surveying Ombudsman Service und dem Insolvency Practices Council. Sie ist Vorsitzende des Legal Services Consumer Panel und ehemalige Vorsitzende des Consumer Panel der Financial Services Authority und des Consumer Panel des Bar Standards Board.

## Adelung
Am 22. Juni 2010 wurde sie als Baroness Hayter of Kentish Town, of Kentish Town in the London Borough of Camden, zum Life Peer erhoben und wurde am gleichen Tag in das House of Lords eingeführt.
Die territoriale Widmung ihres Titels bezieht sich auf ihren Wohnort, Kentish Town in London.

## Persönliches
Seit 1994 ist sie mit Professor (Anthony) David Caplin verheiratet.

## Veröffentlichungen
- The Labour Party: crisis and prospects (Fabian Soc.), 1977;
- (Hrsg.) Labour in the Eighties, 1980;
- (Hrsg.) Prime Minister Portillo and Other Things that Never Happened, 2003;
- Fightback: Labour’s Traditional Right in the 80s, 2005;
- (gemeinsam mit Lord Haworth) Men Who Made Labour, 2006;
- (Hrsg.) From the Workhouse to Welfare, 2009.